# Giovanni Amat Malliano
Giovanni Amat Malliano (Sassari, 19 agosto 1753 – Genova, 15 marzo 1833) è stato un generale italiano, primo Marchese di San Maurizio, ufficiale veterano delle guerre rivoluzionarie francesi ebbe una brillante carriere militare, tanto da raggiungere il rango di Generale d'armata delle Regie Truppe di fanteria, venendo insignito del Collare dell'Annunziata e del titolo di Cavaliere di Gran Croce dell’Ordine dei Santi Maurizio e Lazzaro.

## Biografia
Nacque il 19 agosto 1753 figlio di Pietro Amat Vico,  Barone di Sorso, e di Teresa Malliano dell’Arca. Intraprese la carriera militare, divenendo nel 1774 sottotenente del Reggimento di Sardegna,  venendo promosso tenente il 26 marzo 1778, e poi capitano il 17 giugno 1786. Due anni dopo, nel 1788 fu insignito del Cavalierato di Giustizia dell'Ordine dei Santi Maurizio e Lazzaro.
Nel 1793, durante le guerre rivoluzionarie francesi si distinse nelle difesa dell'Authion, e nel 1795 fu promosso maggiore per meriti di guerra. Il 1 ottobre 1796 divenne Luogotenente colonnello.
Il 15 maggio 1802 è nominato Primo Scudiere e Gentiluomo di Camera del Re, e il 10 luglio 1808 è decorato con la Gran Croce dell’Ordine dei Santi Maurizio e Lazzaro. Promosso maggiore generale, il 2 febbraio 1809 divenne Aiutante comandante della Divisione del Capo di Cagliari. Lasciò il comando della divisione in quanto promosso luogotenente generale delle Regie Truppe di fanteria il 4 gennaio 1815.  Con la restaurazione fu fatto governatore della città e della provincia di Tortona il 26 luglio, e Marchese di San Maurizio il 26 settembre. Nel 1816 è elevato al rango di generale d'armata, nel 1821 Grande di Corona e nel 1831 fu insignito da Re Carlo Felice dell'Collare dell’Ordine Supremo della Santissima Annunziata.
Sposatosi a circa sessant’anni con la pronipote Maddalena Amat Amat, la coppia non ebbe figli. Si spense a Genova il 15 marzo 1833.

### Annotazioni
1. ↑  Pietro Amat Vico era al secondo matrimonio, e Teresa Malliano d'Arca gli diede otto figli.
2. ↑  Senza avere alcun obbligo di residenza.
3. ↑  In tutti i diplomi relativi alle nomine conseguite vi sono contenute altissime espressioni di elogio per le sue capacità e per il valore dimostrato sia in tempo di pace che in guerra.
4. ↑  Era la più alta onorificenza che il Re di Sardegna potesse concedere per eccezionali qualità e servigi allo Stato. Lo Statuto dell’Ordine prevede che non possano esserci più di 21 Grandi Collari viventi.
5. ↑  Per sposare la sua pronitopo dovette prima ottenere la relativa dispensa ecclesiastica. Pretese anche che signorina Maddalena fosse fornita di relativa dote nuziale ottenendo ciò che voleva dopo tentativi amichevoli col nipote Giovanni Amat Manca e col pronipote Vincenzo Amat Amat, fratello della sposa

### Fonti
1. 1 2 3 4 5 6 7 8 9 10  Ilari, Shamà 2008, p. 21.
2. 1 2 3 4  Araldica di Sardegna.
3. 1 2  Ordine dinastici di Sardegna.